# Alburnus akili
Alburnus akili (tên gọi trong tiếng Thổ Nhĩ Kỳ: Gökçe Balığı có nghĩa là cá thiên thường, là một loài cá vây tia trong họ Cyprinidae.
Nó chỉ được tìm thấy ở Thổ Nhĩ Kỳ. Môi trường sống tự nhiên của chúng là hồ nước ngọt. Nó bị đe dọa do mất nơi sống và đã được IUCN coi là tuyệt chủng vì người ta không còn thấy chúng kể từ năm 1998.

## Hình ảnh

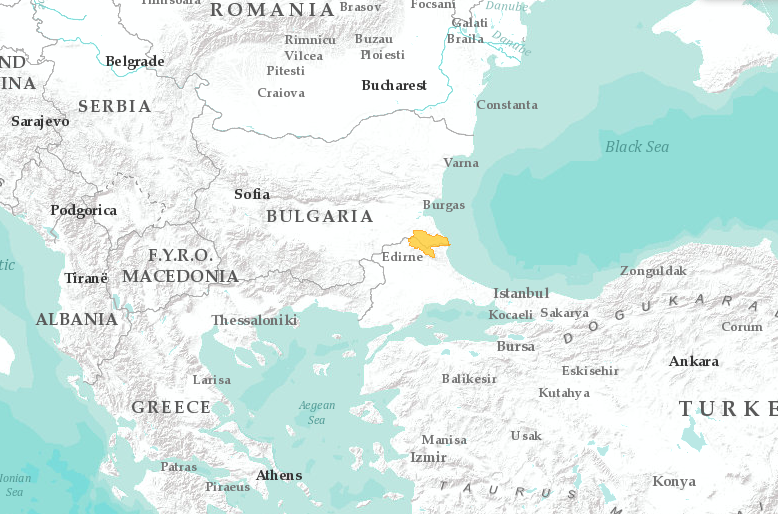